# إيما جونز (لاعبة كرة قدم)
إيما جونز (بالإنجليزية: Emma Jones)‏ هي لاعبة كرة قدم بريطانية، ولدت في 1994 في بورنموث في المملكة المتحدة. لعبت مع Lewes F.C. Women ‏.

## وصلات خارجية
- إيما جونز على موقع الاتحاد الأوربي (الإنجليزية)
- إيما جونز على موقع قاعدة بيانات كرة القدم.إي يو (الإنجليزية)
- إيما جونز على موقع Soccerway.com (الإنجليزية)